# Tödliche Gerüchte
Tödliche Gerüchte (Originaltitel: Gossip) ist ein amerikanischer Film aus dem Jahr 2000, der unter der Regie von Davis Guggenheim entstand. Das englische Wort Gossip bezeichnet im weiteren Sinne Gerüchte bzw. Tratsch und/oder Klatsch.

## Handlung
Um für ein Seminar die Macht der Gerüchte zu beweisen, setzen die Collegestudenten Derrick, Cathy und Travis das Gerücht in die Welt, die prüde Naomi, welche auf dem gesamten Campus als ewige Jungfrau verschrien ist, hätte auf einer Party volltrunken mit ihrem Freund Beau Sex gehabt. Wie gewünscht verbreitet sich das Gerücht wie ein Lauffeuer. Doch aus Spaß wird Ernst, als Naomi, die auf der Party betrunken eingeschlafen ist, selbst anfängt, das Gerücht zu glauben und ihren Freund Beau als Vergewaltiger anzeigt. Als Cathy daraufhin das Gerücht aufhalten will, schenkt ihr niemand Glauben, und Derrick ist besessen davon, den Ball weiterrollen zu lassen. Um Beau vor dem Gefängnis zu bewahren, besucht Cathy Naomi und erfährt von ihr, dass sie und Derrick auf der High-School ein Paar waren, bis dieser sie vergewaltigte.

## Kritiken
James Berardinelli kritisierte auf ReelViews die „leblosen“ Charaktere und das anspruchslose oder gar „idiotische“ („idiotic“) Drehbuch. Das Ende des Films bezeichnete er als „peinlich dumm“ („embarrassingly stupid“). Den Schauspielern bescheinigte er ein gutes Aussehen.